# Пожарево (Софийская область)
Пожарево (болг. Пожарево) — село в Болгарии. Находится в Софийской области, входит в общину Божуриште. Население составляет 400 человек (2022).

## Политическая ситуация
Кмет (мэр) общины Божуриште — Аспарух Асенов Аспарухов (инициативный комитет) по результатам выборов в правление общины.